# Suprema confessione
Suprema confessione è un film del 1956 diretto da Sergio Corbucci.

## Trama
La moglie di un direttore d'orchestra dal passato burrascoso accetta di incontrare un ricattatore in un albergo. La donna rifiuta di concedersi all'uomo, che muore cercando di fuggire dalla polizia, sopraggiunta nel frattempo. Il marito però non ha più fiducia in lei. Una malattia del figlioletto riavvicinerà i due sposi.

## Produzione
Il film è ascrivibile al filone dei melodrammi sentimentali, comunemente detto strappalacrime, molto in voga tra il pubblico italiano negli anni del secondo dopoguerra (1945-1955), in seguito ribattezzato dalla critica con il termine neorealismo d'appendice. 
Fu co-prodotto con la Germania Ovest.
Fu il primo film a colori realizzato dal regista, con la tecnica del Ferraniacolor.

## Distribuzione
Il film venne distribuito in Italia nel corso del 1956.
Venne in seguito distribuito anche in Spagna (4 ottobre 1957), Germania Ovest, paese co-produttore (1º novembre 1957) e Francia (7 aprile 1961).